# Slane Castle
Slane Castle is een kasteel in Slane, County Meath, Ierland. 

## Geschiedenis
Het kasteel is gebouwd in 1785, en is in principe het werk van James Gandon, James Wyatt en Francis Johnston. Deze laatstgenoemde is verantwoordelijk voor de Gotische gaten in de Mill Hill.
Het kasteel is eigendom van de familie Conyngham, oorspronkelijk een Schotse familie die in 1611 voor het eerst in Ierland ging wonen, in County Donegal om precies te zijn. De familie Conyngham kocht het kasteel over in 1701.
Tegenwoordig wordt het kasteel beheerd door de oudste zoon van het huidige hoofd van de familie, Mount Charles.
In 1991 werd het kasteel door een hevige brand getroffen, de restauratie van de schade was 10 jaar later klaar.
Sinds 2017 is in de vroegere stallingen een whiskeystokerij ondergebracht.

## Concertterrein
Sinds 1981 worden er in de maand augustus regelmatig concerten gegeven op het terrein van Slane Castle. Het natuurlijke amfitheater biedt plaats aan 100.000 mensen. In de afgelopen jaren hebben er concerten plaatsgevonden van Queen, Thin Lizzy, The Rolling Stones, Bob Dylan, Bruce Springsteen, David Bowie, Guns N' Roses, Neil Young, R.E.M., The Verve, Robbie Williams, Bryan Adams, U2, The Stereophonics, Red Hot Chili Peppers, Iggy Pop, Madonna, Oasis, Metallica en Harry Styles.
The Rolling Stones hebben er tweemaal opgetreden, in 1982 en in 2007. U2, Red Hot Chili Peppers en Bryan Adams hebben een dvd uitgebracht van het concert dat ze ten gehore brachten bij Slane Castle.
Een deel van U2's vierde album, The Unforgettable Fire, is opgenomen in het kasteel. Daarnaast is de video van Pride (In the Name of Love) opgenomen in het kasteel. In augustus 2006 nam Celtic Woman een album op in het kasteel.